# موقعیت‌یاب
موقعیت یاب، نشانه ای است برای اسامی و مکان های همچون فرودگاه ها ، امداد های دریایی ، ایستگاه های هواشناسی ،  مخابرات ، برنامه های رایانه‌ ای، گزارش های هواشناسی و خدمات وابسته .